# Giovanni Mercati
Giovanni Mercati, italijanski rimskokatoliški duhovnik in kardinal, * 17. december 1866, Villa Gaida, † 23. avgust 1957.

## Življenjepis
21. septembra 1889 je prejel duhovniško posvečenje.
15. junija 1936 je bil povzdignjen v kardinala in imenovan za kardinal-diakona S. Giorgio in Velabro.